# Joseph Poniatowski
Ne doit pas être confondu avec Józef Antoni Poniatowski.
Joseph Poniatowski, fait prince de Monterotondo en 1847 par le grand-duc de Toscane, né à Rome le 20 février 1816, mort à Londres le 3 juillet 1873, est un musicien et artiste lyrique, mais aussi diplomate et homme politique, naturalisé français sous le Second Empire.
Il sera confirmé prince Poniatowski au sein de la noblesse autrichienne, par l'empereur François-Joseph d'Autriche, par diplôme du 19 novembre 1850.

## Biographie
Joseph Poniatowski est le fils naturel (légitimé en 1822) du prince Stanislas Poniatowski (fils de Kazimierz, frère du roi de Pologne Stanislas II) et de Cassandra Luci.
Après des études en Toscane, il commence sa carrière musicale en 1838 comme ténor dans son premier opéra Giovanni di Procida au théâtre Standish à Florence. L’œuvre qui s'inscrit dans le mouvement favorable à l'unification italienne débute et se conclut par des hymnes patriotiques et s'achève par un appel à prendre les armes contre les forces étrangères occupantes. 
Pendant dix ans, à Pise, Lucques, Rome, Venise et Florence, ses opéras sont accueillis certains avec un vif succès, d'autres étant des fiascos complets aux dires même de l'auteur. 
En 1848, après la révolution française de février, il est nommé par le grand-duc de Toscane Léopold II, ministre plénipotentiaire à Paris. Il renonce un temps à composer, se consacrant pleinement à ses activités diplomatiques. Naturalisé français après avoir démissionné de ses obligations, il est nommé sénateur par Napoléon III et siège au palais du Luxembourg. Reprenant ses activités lyriques, il fait jouer son Pierre de Médicis, opéra en 4 actes et 7 tableaux, livret de Jules-Henri Vernoy de Saint-Georges et Pacini, à l'opéra de Paris le 9 mars 1860. Puis viennent, toujours en collaboration avec Saint-Georges, Au travers du Mur et L'Aventurier au Théâtre Lyrique ou La contessina au Théâtre Italien.
À la suite de la guerre de 1870 et de la chute de l'Empire, il doit quitter la France et rejoint l'Angleterre où il fait entendre son dernier opéra Gelmina au Covent Garden de Londres en 1872. Après la mort de Napoléon III, le 9 janvier 1873, se préparant à partir pour le « Nouveau Monde », il meurt subitement le 3 juillet suivant à cinquante-sept ans et est inhumé près de l'empereur à Chislehurst au sud-est de Londres.
D'après le "Dictionnaire du Second Empire", publié sous la direction de Jean Tulard : "Il étudia en Toscane et y composa plusieurs opéras. Engagé volontaire en 1830 dans le corps expéditionnaire français envoyé en Algérie, il continua sa carrière militaire dans la colonie jusqu’au grade de chef d’escadron. Après 1848, le grand-duc de Toscane lui accorda la naturalisation et le fit prince de Monte-Rotondo. Poniatowski fut élu député de sa nouvelle patrie et devint ministre plénipotentiaire de Toscane à Paris, Londres, puis Bruxelles. Il vint s’établir en France en 1854, fut naturalisé aussitôt et nommé sénateur le 4 décembre. Il remplit ensuite une mission diplomatique en Toscane puis fut envoyé en Chine et au Japon. Il fut naturalisé français par décret impérial du 11 octobre 1850, et fut confirmé prince de Monterotondo le 19 novembre 1850, avec confirmation du titre (de prince Poniatowski) de l'Empire[réf. nécessaire] (d'Autriche)."
Il épouse en 1834 la comtesse Mathilde Perotti, dont Stanislas Auguste Frédéric Poniatowski, né à Florence le 9 décembre 1835, sous-lieutenant de cavalerie en 1856, il est nommé le 6 février 1864, écuyer de l’empereur Napoléon III, attaché au ministère des Affaires étrangères ; il épouse le 11 juin 1856 Louise Le Hon, fille du comte Charles Le Hon et de la comtesse Françoise Le Hon, née Mosselman. Il décède le 6 janvier 1907 et son épouse le 9 février 1931 à Neuilly-sur-Seine. De cette union naquirent une fille et deux fils. Il était de notoriété publique que Louise Le Hon était la fille du duc de Morny.

## Œuvres principales
- Giovanni da Procida, (seul le livret a été conservé) opera seria en 3 actes, 25 novembre 1838, Florence
- Don Desiderio, dramma giocoso, d'après Giovanni Giraud, 26 décembre 1840, Pise
- Ruy Blas, (perdu) tragédie lyrique d'après Victor Hugo, 2 septembre 1843, Lucques
- Bonifazio dei Geremei, grand opéra en 3 actes, livret de Poniatowski lui-même,  28 novembre 1844, Rome
- La sposa d'Abido, opéra en 3 actes, d'après Lord Byron, 28 février 1845, Venise
- Malek Adhel, mélodrame en 3 actes, livret de Domenico Bancalari, 20 juin 1846, Gênes
- Esmeralda, drame lyrique, livret de Francesco Guidi, 26 juin 1847, Florence
- I Lambertazzi, révision de Bonifazio dei Geremei, 1848, Florence
- Le progrès de la musique dramatique, livre théorique,  1859, Paris
- Pierre de Médicis, opéra en 4 actes et 7 tableaux, livret de Saint-Georges et Émilien Pacini, Paris, 9 mars 1860
- Au travers du mur, opéra-comique en 1 acte, livret de Saint-Georges, Paris, Théâtre-Lyrique, 9 mai 1861
- L'Aventurier, opéra-comique en 4 actes, livret de Saint-Georges, Théâtre-Lyrique, 26 janvier 1865
- La contessina, opéra-seria en 3 actes, livret de Saint-Georges et Jules Adenis, texte italien d'Achille de Lauzières, Paris, Théâtre Italien, 28 avril 1868
- Gelmina, livret de Francesco Rizelli, 4 juin 1872, Covent Garden, Londres

## Distinctions
- Grand officier de la Légion d'honneur du 8 février 1851
- Commandeur de l'ordre de Saint-Joseph
- Prieur de l'ordre de Saint-Etienne de Toscane.

## Sources
- « Joseph Poniatowski », dans Adolphe Robert et Gaston Cougny, Dictionnaire des parlementaires français, Edgar Bourloton, 1889-1891 [détail de l’édition]
- Nouvel almanach du corps diplomatique: ancien Almanach de Gotha - 1888
- I Poniatowski e Roma - Andrea Busiri Vici (1903-1989), Edam, 1971 - 507 pages